# Ulmi (Dâmbovița)
Pour les articles homonymes, voir Ulmi.
Ulmi est une commune du județ de Dâmbovița en Roumanie.

## Démographie
En 2021, la population était de 5 280 habitants.